# Netvisit
Netvisit is een aanbieder van breedbanddiensten in Oost-Groningen en Midden-Drenthe. Het netwerk is eigendom van SKV (Stichting Kabelnet Veendam).

## Overname door SKV
De huidige eigenaar, SKV (Stichting Kabelnet Veendam), heeft op 28 april 2008 Netvisit overgenomen van de vorige eigenaar, Vertis Holding. Vertis had na de overname door Ordina, kabelinternet niet meer als hoofdactiviteit.
Netvisit BV (met handelsnaam SKV) is nu de dienstenaanbieder van RTV, internet en telefonie. Doet dit op het COAX- en glasvezelnetwerk van Vekoglas BV (onderdeel van Stichting Kabelnet Veendam) in Veendam en de Drentse coöperaties ECO Oostermoer en De Kop Breed. Tevens biedt het zijn diensten aan op de glasvezelnetwerken in Zuidbroek (Gouden driehoek) en Ter Apel (industrieterrein 't Heem).